# Volvera Rugby (femminile)
Il Volvera Rugby è un club italiano di rugby a 15 femminile, costituitosi nel 2021 all'interno dell'omonimo club maschile di Volvera.
La squadra ha vinto nel 2024 il campionato di serie A acquisendo quindi il diritto di disputare la massima divisione, la Serie A Élite, della stagione successiva.
I colori sociali sono il giallo e il nero; disputa gli incontri interni presso gli impianti sportivi comunali di via Castagnole adiacenti alla propria clubhouse.

## Storia
L'esordio delle giocatrici piemontesi avvenne nel campionato di serie A 2021-22 nel cui girone geografico 2 furono incluse; il buon risultato conseguito (terza con sette vittorie in dieci incontri) non fu tuttavia sufficiente a guadagnare la riassegnazione nella istituenda Serie A Élite, il nuovo campionato di prima divisione; per la stagione 2022-23 Volvera fu quindi assegnata alla nuova Serie A, campionato di seconda divisione.
In tale torneo si impose a punteggio pieno nel proprio girone accedendo alle semifinali, vinte contro Torre del Greco.
Nella successiva finale tenutasi a Parabiago, le piemontesi furono sconfitte 17-19 dalla sezione femminile del Calvisano, che così conquistò la promozione in Élite.
Anche nel 2023-24 Volvera primeggiò nel proprio girone di serie A con 11 vittorie su 12 partite e accedette ai play-off come miglior prima: dopo avere eliminato Le Lupe Frascati in semifinale, batté nella finale di Parma le toscane dei Puma Bisenzio per 20-17, riconquistando così la massima categoria tre anni dopo la prima e unica volta.

## Cronistoria
| Cronistoria del Volvera Rugby |
| --- |
| - 2021 · Fondazione della sezione femminile del Volvera Rugby ASD - 2021-22 · 3º girone 2 serie A Riassegnata alla nuova serie A - 2022-23 · 1º girone 1 serie A (sconf. finale promozione) - 2023-24 · 1º girone 1 serie A Promozione in serie A Élite - 2024-25 · 8º Serie A Élite Retrocessione in serie A |

## Palmarès
- Campionati di serie A: 1
2023-24